# Вартанян, Марат Енокович
Мара́т Ено́кович Вартаня́н (1932—1993) — советский психиатр и общественный деятель. Один из организаторов и директор Научного центра психического здоровья РАМН.

## Биография
Родился в 1932 году в Москве. После ареста отца в 1940 году семья Марата переехала в Ереван, где он окончил среднюю школу, а затем Ереванский медицинский институт в 1955 году. В течение года после окончания института М. Е. Вартанян работал врачом в Севанской республиканской психиатрической больнице. После реабилитации отца в 1956 году он с семьёй вернулся в Москву. С 1956 года работал в Институте психиатрии АМН СССР. В 1962 году он защитил кандидатскую диссертацию, посвящённую клиническим и патофизиологическим аспектам применения лития в психиатрической практике, в 1968 году — докторскую диссертацию по проблеме клинико-биологических и наследственных закономерностей течения шизофрении.
В 1970 году М. Е. Вартанян стал профессором, в 1978 году был избран членом-корреспондентом, а в 1988 году — действительным членом Академии медицинских наук СССР (ныне Российская академия медицинских наук — РАМН).
Вартанян был одним из создателей во второй половине 1960-х годов программы ВОЗ по биологической психиатрии, в рамках которой удалось объединить усилия ведущих научных центров Великобритании, Голландии, Дании, Индии, США, Швейцарии, Японии, Германии и других стран. По его инициативе создан также ряд оригинальных исследовательских программ, развиваемых учёными Центральной и Восточной Европы. Всё это привело к разработке крупных международных научных проектов, которые интегрировали интеллектуальный потенциал специалистов многих стран мира, что в свою очередь способствовало интернационализации исследовательской деятельности Научного центра психического здоровья, чему М. Е. Вартанян придавал большое значение.
В 1988—1993 годах — организатор и директор Научного центра психического здоровья РАМН. Создал клинико-генетическое направление в психиатрии. На основе знания генетики патологической физиологии, иммунологии М. Е. Вартанян создал новое направление в психиатрии — биологическую психиатрию.
М. Е. Вартанян был одним из первых врачей, прибывших на место землетрясения в Армении в 1988 году. Здесь он организовал подвижные психолого-психиатрические бригады по выявлению и лечению соответствующих групп пострадавших. Именно в эти дни были заложены основы для создания нового научного учреждения в Армении, которое впоследствии стало центром «Стресс».
М. Е. Вартанян входил в состав редакционных коллегий ведущих научных журналов США, Великобритании, Швейцарии. Он также состоял в движении «Врачи мира за предотвращение ядерной войны» в качестве члена Советского комитета движения. Активно участвовал в создании и формировании этой международной организации, которой в 1985 году была присуждена Нобелевская премия мира, а годом раньше она была отмечена специальной премией ЮНЕСКО за создание идеологии образования в духе мирного сосуществования. Заметным было и его участие в работе московской организации международных объединений «Ротари клуб».
Умер Марат Енокович 13 октября 1993 года. Похоронен на Армянское кладбище.

### Достижения
- Действительный член РАМН (1988);
- Действительный член Нью-Йоркской академии наук;
- Почётный член Мексиканской академии;
- Почётный член Чехословацкого общества психиатров;
- Почётный член Аргентинского общества психиатров.

По инициативе М. Е. Вартаняна была создана и успешно функционировала «Школа молодых психиатров». Учёным непосредственно подготовлено 8 докторов и 24 кандидата медицинских наук.

### Область научных интересов
Занимался изучением течения клинико-биологической шизофрении и наследственной закономерности, а также исследованием жидкостно-биологической психической болезни.

### Разное
- Секретарь Всемирной психиатрической ассоциации (1971—1979);
- Член клуба «Ротари» (1990);
- Член исполкома Всемирной психиатрической ассоциации;
- Создатель большого исследовательского комплекса мирового уровня для разработки различных проблем современной нейробиологии, на базе которого осуществляются научные программы Всемирной организации здравоохранения и другие международные проекты;
- Входил в состав редакционных коллегий ведущих научных журналов США, Великобритании, Швейцарии.

## Критика
Нередко высказывается мнение, что М. Е. Вартанян был причастен к практике использования психиатрии в политических целях. В частности, западные исследователи политических злоупотреблений психиатрией в СССР политолог П. Реддауэй и психиатр С. Блох писали:
Одним из главных апологетов советской психиатрии с 1971 года стал профессор Марат Вартанян. Его избрание на пост заместителя председателя ВПА [Всемирной психиатрической ассоциации] облегчило Советскому Союзу защиту психиатрических преступлений против нормальных людей. Хотя лично Вартанян не участвовал ни в лечении, ни в обследовании диссидентов, его тесное сотрудничество со Снежневским и другими «идеологами» очевидно.
После VI конгресса Всемирной психиатрической ассоциации (проходившего в 1977 году в Гонолулу), на котором были осуждены злоупотребления психиатрией в политических целях в СССР, Вартанян пытался воспрепятствовать созданию в рамках ассоциации «Комитета по расследованию случаев злоупотребления психиатрией», однако эти попытки оказались безуспешными.
Известный психиатр Дж. Бёрли, президент британского Королевского колледжа психиатров, президент Британской медицинской ассоциации, почётный член Американской психиатрической ассоциации, во время своего визита в СССР в 1991 году в качестве главы инспекционной комиссии ВПА выразил удивление руководящим положением в советской психиатрии М. Е. Вартаняна. По словам Дж. Бёрли, репутация Вартаняна на Западе такова, «что когда Вартанян случайно оказался приглашённым на один из последних симпозиумов в Великобритании, мы предпочли отменить симпозиум».
Р. ван Ворен, генеральный секретарь организации «Глобальная инициатива в психиатрии», упоминал, что «для тех, кто выступает против политического злоупотребления психиатрией, Вартанян был воплощением того, как низко опустилась советская психиатрия».
Крупный генетик и психиатр доктор биологических наук В. М. Гиндилис отмечал, что все приписываемые Вартаняну научные публикации в действительности есть результат творчества конкретных научных работников, с которыми он жестоко расправился по мере своего административного возвышения. Так, автором почти всех публикаций и организационно-методических инициатив, якобы принадлежащих Вартаняну, в области медицинской генетики в действительности является сам В. М. Гиндилис, а кандидатская диссертация Вартаняна на самом деле написана В. А. Файвишевским, позднее изгнанным из Института психиатрии АМН СССР. В изготовлении докторской диссертации Вартаняна участвовали несколько сотрудников лаборатории общей патофизиологии, ведущие из которых были тоже вынуждены впоследствии уйти с работы или же вообще эмигрировать из СССР.
Утверждение Вартаняна в звании члена-корреспондента АМН СССР по специальности «генетика психических заболеваний» было, по словам В. М. Гиндилиса, основано на представлении Вартаняном как его собственных достижений научных результатов работы Гиндилиса и его же совместного творчества с учениками и сотрудниками, а также коллективных достижений группы клинической генетики во главе с доктором медицинских наук И. В. Шахматовой-Павловой.
В. М. Гиндилис обвиняет Вартаняна в том, что он в 1985 году разгромил созданный Гиндилисом уникальный научный коллектив (лаборатория генетики ВНЦПЗ АМН РАМН), к тому времени уже показавший значительные научные достижения и находившийся в расцвете своих творческих возможностей. Именно этот разгром, по словам В. М. Гиндилиса, привёл к смерти 38-летнего заместителя по лаборатории Ю. А. Шапиро. Как утверждает Гиндилис, Вартанян также виновен в одновременной смерти двух научных работников ВНЦПЗ РАМН, происшедшей из-за отсутствия должного порядка в лаборатории генетики.
Гиндилис заявил, что Вартанян за несколько десятков лет не консультировал и не обследовал ни одного больного, не написал ни одной истории болезни и ни одного заключения по поводу того или иного конкретного случая; он безграмотен даже в простых вопросах медицинской генетики, не говоря уж о сложных аспектах современной генетики психических заболеваний и молекулярной нейрогенетики; ни разу не поставил ни одного научного эксперимента и не сформулировал ни одной оригинальной научной мысли. По мнению В. М. Гиндилиса, Вартанян виноват в бессмысленных валютных затратах, незаконном расходовании государственных средств; многие, включая бывшее руководство ВНЦПЗ, разделяют, по словам Гиндилиса, мнение о Вартаняне как об авантюристе, компиляторе, непрофессиональном администраторе и др.
В невежестве и карьеризме В. М. Гиндилис обвиняет также и супругу Вартаняна Д. Д. Орловскую, руководившую лабораторией патоморфологии ВНЦПЗ РАМН; атмосфера травли в этой лаборатории приводила к тому, что из неё были вынуждены уходить талантливые и перспективные учёные.